# Rakuni
Rakuni (lat. Procyonidae), porodica manjih zvijeri iz podreda Caniformia koja s porodicama Ailuridae (crvena panda), Mephitidae (smrdljivci) i Mustelidae (kune) čine natporodicu Musteloidea.
Rakuni nalikuju precima pasa i medvjeda, a različiti rodovi dužine su 30 do 67 cm, i težine do 12 kg. Dlaka im je sive do smeđecrvene boje, a pri hodanju po tlu gaze cijelim tabanima, a mnogi se vješto penju i po stablima. 
Rakuni su aktivni uglavnom u sumrak a nosati rakuni i danju. 
Rodovi Bassaricyon (Olingo) i Potos (kinkadžu) čine potporodicu Potosinae. Drugu potporodicu Procyoninae čine prstenastorepa mačka i kakomistl iz roda Bassariscus; i koati (Nasua), planinski koati (Nasuella) i rakuni (Procyon) potporodicu Procyoninae.

## Sistematika
- Bassaricyon
  - Bassaricyon alleni
  - Bassaricyon beddardi
  - Bassaricyon gabbii
  - Bassaricyon lasius
  - Bassaricyon pauli
- Bassariscus
  - Bassariscus astutus
  - Bassariscus sumichrasti
- Nasua
  - Nasua narica
  - Nasua nasua
- Nasuella
  - Nasuella olivacea
- Potos
  - Potos flavus
- Procyon
  - Procyon cancrivorus
  - Procyon lotor
  - Procyon pygmaeus

 Fosili 
- †Amphictis: Amphictis aginensis, Amphictis antiqua, Amphictis borbonica, Amphictis prolongata, Amphictis schlosseri, Amphictis wintershofensis
- †Pachynasua: Pachynasua clausa
- †Parahyaenodon: Parahyaenodon argentinus
- †Parapotos: Parapotos tedfordi,  u Procyonini
- †Amphinasua Mercerat 1895  u Procyonini
- †Arctonasua: Arctonasua eurybates, Arctonasua floridana, Arctonasua fricki, Arctonasua gracilis, Arctonasua minima, u Procyonini
- †Bassariscus antiquus Matthew and Cook 1909
- †Bassariscus casei Hibbard 1952
- †Bassariscus minimus Baskin 2004
- †Bassariscus ogallalae Hibbard 1933
- †Bassariscus parvus Hall 1927
- †Bassariscus rexroadensis Hibbard 1950
- †Brachynasua: Brachynasua merani
- †Chapalmalania Ameghino 1908
- †Cyonasua:  Cyonasua argentina, Cyonasua groeberi, Cyonasua pascuali
- †Edaphocyon: Edaphocyon lautus, Edaphocyon palmeri, Edaphocyon pointblankensis
- †Nasua pronarica
- †Paranasua: Paranasua biradica
- †Probassariscus:  Probassariscus matthewi
- †Procyon rexroadensis Hibbard 1941
- †Protoprocyon:  Protoprocyon savagei
- †Simocyoninae: Actiocyon, Alopecocyon:  Alopecocyon leardi
- †Sivanasua: Sivanasua viverroides
- † Stromeriella: Stromeriella depressa, Stromeriella franconica

## Vanjske poveznice
|  | Zajednički poslužitelj ima još gradiva o temi Procyonidae |
|  | Wikivrste imaju podatke o taksonu Procyonidae             |